# 马巴

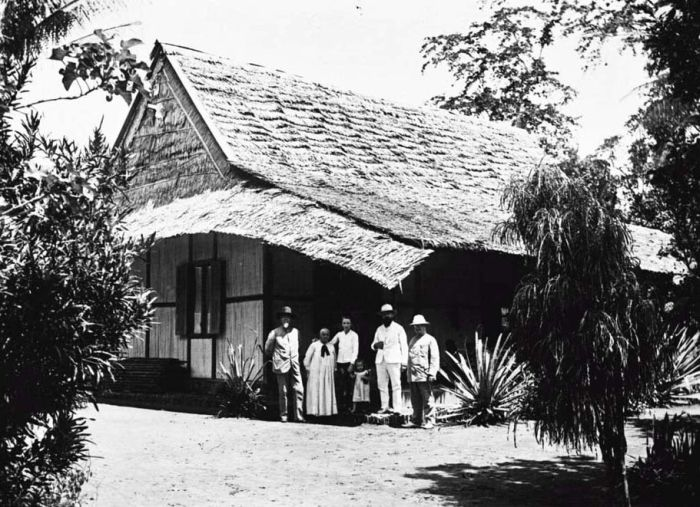
1905-1914年传教士在布利湾边马巴附近的房子

马巴（Maba）是印度尼西亚北马鲁古省的一个城镇，是东哈马黑拉县的县治所在，位于哈马黑拉岛的东部。2010年统计，马巴所在的马巴镇区（印尼语：Kecamatan Kota Maba）共有7,508人。马巴的居民大部分是基督徒，三分之一是穆斯林。布利机场在布利湾以北。

## 资料来源
1. ↑  Biro Pusat Statistik, Jakarta, 2011.
2. ↑   (PDF).   [2017-05-06]. （原始内容存档 (PDF)于2017-09-22）.